# Graphiurus microtis
Graphiurus microtis је врста глодара из породице пухова (Gliridae).

## Распрострањење
Ареал врсте Graphiurus microtis обухвата већи број држава у Африци. 
Врста има станиште у Судану, Етиопији, Јужноафричкој Републици, Анголи, Еритреји, Замбији, Зимбабвеу, Кенији, Танзанији, Мозамбику, Боцвани, Лесоту, Малавију, Намибији, Свазиленду и Уганди. Присуство у Бурундију и Руанди је непотврђено.

## Станиште
Станиште врсте су саване.

## Угроженост
Ова врста није угрожена, и наведена је као последња брига јер има широко распрострањење.